# Rhinobatos zanzibarensis
Rhinobatos zanzibarensis és un peix de la família dels rinobàtids i de l'ordre dels rajiformes
present a les costes de Zanzíbar (Tanzània).